# Каминское сельское поселение (Ивановская область)
Ками́нское се́льское поселе́ние — муниципальное образование в составе Родниковского района Ивановской области. Административный центр — село Каминский.
Поселение является крупнейшим в районе по площади (380,93 км²) и занимает второе место по численности населения.

## История
Статус и границы сельского поселения установлены Законом Ивановской области от 25 февраля 2005 года № 50-ОЗ «О городском и сельских поселениях в Родниковском муниципальном районе».
Законом Ивановской области от 10 декабря 2009 года № 136-ОЗ в его состав было включено упразднённое Острецовское сельское поселение.

## География и климат
Каминское сельское поселение расположено в центральной части Ивановской области. На западе оно граничит с Ивановским и Фурмановским районами, на севере — с Вичугским районом. Южные и восточные границы проходят с Парским и Филисовским сельскими поселениями Родниковского района.
Территория находится в зоне ледниковых форм рельефа, для которого характерны группы невысоких холмов с пологими склонами, разделённые речными долинами и болотами. Гидрографическая сеть относится к бассейнам реки Тезы и её притоков. Местные полезные ископаемые представлены строительными материалами (гравий, песок, глина) и торфом.
Климат умеренно-континентальный. Среднегодовая температура воздуха составляет +3,1 °C. Средняя температура января — −11,9 °C, июля — +18,3 °C. Абсолютный минимум температуры достигал −46 °C, абсолютный максимум — +36 °C. Безморозный период в среднем длится 126 дней.

## Население
| 2002  | 2010  | 2011  | 2012  | 2013  | 2014  | 2015  |
| ----- | ----- | ----- | ----- | ----- | ----- | ----- |
| 4701  | ↘3929 | ↘3919 | ↘3876 | ↘3798 | ↘3687 | ↘3662 |
| 2016  | 2017  | 2018  | 2019  | 2020  | 2021  |       |
| ↗3673 | ↘3658 | ↘3623 | ↘3535 | ↘3469 | ↘2683 |       |

По данным паспорта муниципального образования, на 1 января 2022 года численность населения составляла 3637 человек. Наблюдается долгосрочная тенденция к снижению численности населения, основной причиной которой является миграционный отток.

## Экономика
Экономика поселения базируется на обрабатывающих производствах, сельском хозяйстве, а также на производстве и распределении электроэнергии, газа и воды. Промышленный сектор включает хлебопекарню районного потребительского общества (РАЙПО) и предприятия по производству мясомолочной продукции. Ключевыми сельскохозяйственными предприятиями являются ЗАО «Племенной завод „Заря“» (село Никульское), СПК «им. Фрунзе» (деревня Тайманиха) и СПК «Россия» (село Острецово). Помимо крупных организаций, в аграрном секторе действуют крестьянско-фермерские и свыше 2000 личных подсобных хозяйств.
Сфера малого и среднего предпринимательства по состоянию на 2022 год была представлена 48 субъектами (14 юридических лиц и 34 индивидуальных предпринимателя), занятыми преимущественно в торговле и сфере услуг.
Транспортная связь с районным центром осуществляется по автомобильным дорогам. Через территорию поселения проходят железнодорожные пути.

## Социальная инфраструктура
На территории поселения действует сеть учреждений социального и культурно-бытового обслуживания:
Образование представлено основной школой, начальной школой-детским садом и одним дошкольным учреждением.
Культура включает семь библиотек и шесть учреждений культурно-досугового типа (клубов).
Здравоохранение состоит из офиса врача общей практики, двух стоматологических отделений и восьми фельдшерско-акушерских пунктов.
Торговля и общественное питание — 46 предприятий розничной торговли (магазины, павильоны, киоски) и три предприятия общественного питания.
Спорт — десять спортивных сооружений, в том числе два спортивных зала.
Религия — на территории поселения действуют три православных храма: Казанской иконы Божией Матери в селе Кощеево, Троицы Живоначальной в селе Острецово и Успения Пресвятой Богородицы в селе Межи.

## Жилищно-коммунальное хозяйство
Жилищный фонд поселения включает 151 многоквартирный и 2016 частных домов. Протяжённость автомобильных дорог общего пользования составляет 79,9 км. Централизованное газоснабжение отсутствует. Теплоснабжение жилого фонда и социальных объектов обеспечивают семь котельных. Водопроводная сеть имеется в 11 из 68 населённых пунктов, а централизованная канализация — в пяти.

## Состав сельского поселения
В состав сельского поселения входят 68 населённых пунктов:
| №  | Населённый пункт | Тип населённого пункта          | Население |
| -- | ---------------- | ------------------------------- | --------- |
| 1  | Аксеньково       | деревня                         | 1         |
| 2  | Андрониха        | деревня                         | 21        |
| 3  | Афонасово        | деревня                         | 4         |
| 4  | Беловское        | деревня                         | 7         |
| 5  | Боброково        | деревня                         | 17        |
| 6  | Буково           | деревня                         | 6         |
| 7  | Бураково         | деревня                         | 1         |
| 8  | Бутырки          | деревня                         | 4         |
| 9  | Варвариха        | деревня                         | 7         |
| 10 | Ворсино          | деревня                         | 1         |
| 11 | Воскресенское    | деревня                         | 0         |
| 12 | Глазково         | деревня                         | 11        |
| 13 | Горкино          | деревня                         | 180       |
| 14 | Горкино          | село                            |           |
| 15 | Гридиха          | деревня                         | 0         |
| 16 | Дружиниха        | деревня                         | 0         |
| 17 | Дылёво           | деревня                         | 0         |
| 18 | Дягилево         | деревня                         | 0         |
| 19 | Захариха         | деревня                         | 9         |
| 20 | Иваново          | деревня                         | 0         |
| 21 | Ивашево          | деревня                         | 9         |
| 22 | Ивашиха          | деревня                         | ↘0        |
| 23 | Исаево           | деревня                         | 7         |
| 24 | Исупово          | деревня                         | 2         |
| 25 | Каменки Новые    | деревня                         | 0         |
| 26 | Каминский        | деревня железнодорожной станции | 10        |
| 27 | Каминский        | село, административный центр    | ↘1485     |
| 28 | Карлово          | деревня                         | 0         |
| 29 | Киньдяково       | деревня                         | 2         |
| 30 | Клинцево         | деревня                         | 10        |
| 31 | Клыгино          | деревня                         | ↘12       |
| 32 | Коево            | деревня                         | 7         |
| 33 | Кощеево          | село                            | ↘5        |
| 34 | Красное          | село                            | ↘39       |
| 35 | Крутцы           | деревня                         | 0         |
| 36 | Курцево          | деревня                         | 0         |
| 37 | Лушнево          | деревня                         | 3         |
| 38 | Межи             | село                            | ↘86       |
| 39 | Мелиха           | деревня                         | 9         |
| 40 | Мельниково       | деревня                         | 69        |
| 41 | Михайловское     | село                            | ↘290      |
| 42 | Мокеево          | деревня                         | 0         |
| 43 | Мостищи          | деревня                         | 14        |
| 44 | Никульское       | село                            | ↘146      |
| 45 | Острецово        | село                            | ↘538      |
| 46 | Подпенново       | деревня                         | 0         |
| 47 | Подсосенье       | деревня                         | 9         |
| 48 | Поповское        | деревня                         | 0         |
| 49 | Савкино          | деревня                         | 0         |
| 50 | Саниха           | деревня                         | 1         |
| 51 | Свистково        | деревня                         | 0         |
| 52 | Сенниково        | село                            | ↘24       |
| 53 | Ситьково         | деревня                         | ↗208      |
| 54 | Тайманиха        | деревня                         | ↘305      |
| 55 | Татьяниха        | деревня                         | 26        |
| 56 | Тезинка          | деревня                         | 21        |
| 57 | Турдеево         | деревня                         | 19        |
| 58 | Тушиха           | деревня                         | 13        |
| 59 | Увариха          | деревня                         | 0         |
| 60 | Ушаково          | деревня                         | 7         |
| 61 | Федорково        | деревня                         | 48        |
| 62 | Хрипово          | деревня                         | 2         |
| 63 | Шелково          | деревня                         | 1         |
| 64 | Ширяиха Большая  | деревня                         | ↘13       |
| 65 | Ширяиха Малая    | деревня                         | 0         |
| 66 | Шубино           | деревня                         | 61        |
| 67 | Юдинка           | деревня                         | ↘159      |
| 68 | Юриха            | деревня                         | 0         |